# 九八式偵察気球
九八式偵察気球（きゅうはちしきていさつききゅう）は、大日本帝国陸軍の偵察気球（繋留気球）。

## 経緯
九五式偵察気球の後継機として、陸軍技術本部第3部によって開発された偵察気球。1936年（昭和11年）8月1日に航空兵科から移管された後、初めて砲兵科の器材として開発された気球となった。
1937年（昭和12年）1月より試作に着手され、同年7月に藤倉工業にて試作機が完成した後、同年12月までの間に気球連隊で実用試験が行われた。性能は九五式および九一式偵察気球よりも良好であり、1938年（昭和13年）に制式採用された。なお、制式化前には「九七式偵察気球」と仮称されている。
初めて使用された実戦は1939年（昭和14年）のノモンハン事件だが、この時に気球観測を行った諸部隊はI-16などのソ連軍の飛行機によって大きな損害を被り、以後は飛行機による観測を主として気球観測は短時間の補助手段に止める形への方針転換がなされた。その後も主力偵察気球として運用が続けられ、陸軍の偵察気球が参加した最後の実戦となった1941年（昭和16年）のコレヒドール要塞攻撃の後も、1944年（昭和19年）10月の時点では現役で用いられている。
なお、1941年頃には一〇〇式偵察気球が登場し、1945年（昭和20年）度には発注において九八式を置き換えたが、こちらの詳細は不明。

## 設計
水素が充填される気嚢は、裏面がゴム引された木綿布を球皮とし、容積変化に耐えるべく両側面斜下部に網目状のゴム紐を入れた可変容積式を採用。気嚢の形状は魚形で、後尾に3個備わった舵嚢は取り付け部が二重構造となっている。吊籠の中には偵察用の眼鏡（双眼鏡）、砲兵観測用眼鏡、七〇糎気球写真機、九六式気球用電話機などを搭載するほか、気嚢と吊籠の間に緊急用の落下傘が備えられている。
また、運用には気球本体に加えて、自動貨車をベースとした繋留車および水素缶車、気球車、野外用三号発電機、八九式十糎対空双眼鏡といった地上の周辺器材も必要となる。うち、気球本体と膨張・繋止用具などは藤倉工業が、繋留車は三菱重工業が製作を担当した。
直接協同偵察機の登場による気球の運用の変化に伴い、標準昇騰高度は過去の偵察気球よりも抑えられている。

## 諸元
出典：『日本の軍用気球』 184,214,215頁、『日本陸軍試作機大鑑』 139,140頁。
- 全長：26.45 m
- 最大中径：7.40 m
- 全高：16.82 m
- 気嚢総容積：780 m3
- 自重：310 kg
- 標準昇騰高度：1,000 m（乗員1名時）、800 m（乗員2名時）
- 搭載量：150 kg（乗員1名時）、180kg （乗員2名時）
- 繋留索全長：1,300 m
- 偵察用装備：
八九式双眼鏡または一〇〇式双眼鏡
砲兵観測用眼鏡
七〇糎気球写真機
- 乗員：2名